# Ozodicera noctivagans
Ozodicera noctivagans är en tvåvingeart som beskrevs av Alexander 1914. Ozodicera noctivagans ingår i släktet Ozodicera och familjen storharkrankar. Inga underarter finns listade i Catalogue of Life.